# دری اووو
دری اووو (به لاتین: Dari Ovoo) یک کوه در مغولستان است که در مغولستان واقع شده‌است. دری اووو ۱٬۳۵۴ متر بالاتر از سطح دریا واقع شده‌است.